# اینزلتوم
اینزلتوم (به آلمانی: Einselthum) یک شهر در آلمان است که در دنرسبرگکرایس واقع شده‌است. اینزلتوم ۸۳۴ نفر جمعیت دارد.